# بخش بلومینگ پری‌ری، شهرستان استیل، مینه سوتا
بخش بلومینگ پری‌ری (به انگلیسی: Blooming Prairie Township) یک منطقهٔ مسکونی در ایالات متحده آمریکا است که در شهرستان استیل، مینه‌سوتا واقع شده‌است.
 بخش بلومینگ پری‌ری ۹۰٫۶ کیلومتر مربع مساحت و ۵۱۹ نفر جمعیت دارد و ۳۸۱ متر بالاتر از سطح دریا واقع شده‌است.